# لیبرتی هیل (تگزاس)
لیبرتی هیل، تگزاس (به انگلیسی: Liberty Hill, Texas) یک شهر در ایالات متحده آمریکا با جمعیت ۱٬۶۰۸ نفر است که در تگزاس واقع شده‌است.

## موقعیت جغرافیایی
موقعیت جغرافیایی شهرها و مناطق اطراف به شرح زیر است: